# SS-Standarte

Standar för 1. SS-Standarte.

SS-Standarte var en enhet inom Allgemeine-SS och utgjorde ett regemente. Standarte syftar på standar. Varje SS-Standarte hade ett nummer; det fanns till slut 127 stycken. Ledaren för ett SS-Standarte hade vanligen tjänstegraden SS-Standartenführer.